# 金完燮
金完燮（1963年—），韩国的作家，小说家，记者和社会活动家。社会活动歷5.18光州民主化运动是最后生存的一个市民兵，在1985年首爾九老區廳罢工前锋。在韩国的狂热的沙文主义、民族主义的批评，然后被是一直是争议和批评。1992年以来电脑有时会贡献活動。

## 评价
金完燮是與吳善花的他批评韩国的狂热的爱国主义受害者。韩国是一个民族主义的受害者进行了评价。